# Włókniak jajnika
Włókniak jajnika (łac. fibroma ovarii) – lity, łagodny guz jajnika, który składa się z tkanki włóknistej. Jest zwykle twardy, obserwuje się niekiedy drobne pęcherzyki wypełnione płynem, będące wyrazem zmian degeneracyjnych. Częstość włókniaka jajnika ocenia się na 8 do 10% pacjentek.